# José Asconeguy
José Asconeguy (Trinidad, Flores, 14 de mayo de 1963) es un ex ciclista uruguayo. Tiene en su palmarés tres Vueltas Ciclistas del Uruguay y una Rutas de América.
Debido a que en sus inicios trabajaba como cartero en su ciudad natal, fue conocido popularmente como el «cartero de Trinidad».

## Biografía

### Sus inicios
Sus inicios en el ciclismo datan de 1977. Por entonces, funcionaba en Flores el “Semillero del Pedal”, orientado por Antonio Quinteros y que se dedicaba a la enseñanza del ciclismo. José tenía en casa su propio espejo: su hermano Emilio Asconeguy ya era un conocido pedalista uruguayo. Con 17 años, defendiendo al Club Nacional de Flores, ganó la “Prueba de la Amistad”, que organizaba el Club Rivera de Trinidad. Fue primero en la contrarreloj de la primera etapa, 4.º en la segunda fase y ganó la tercera y última.

### Primeros años
Para 1981 pasó a defender los colores del Audax de Flores. Por sus buenas actuaciones, fue nominado para la selección nacional juvenil que debía participar en Argentina en el Campeonato Panamericano. Ese año participó por primera vez en una prueba de largo aliento. Lo hizo en Rutas de América y culminó en la 23.ª posición de la general individual.
En 1982, junto a Alcides Etcheverry, Federico Moreira y Pedro Paiz, logró la medalla de plata en los 4 x 100 kilómetros en los Juegos Cruz del Sur en Buenos Aires. Al año siguiente pasó al club Belo Horizonte de Montevideo. En Rutas de América finalizó 8.º en la general y fue nominado como la revelación de la carrera. Semanas después participó de la Vuelta Ciclista del Uruguay repitiendo la 8.ª posición.

### Los años consagratorios
La primera victoria de importancia llegó en 1984, cuando corriendo por el Belo Horizonte se adjudicó Rutas de América. En 1985 pasó al Club Ciclista América, con quien ganó la Vuelta Ciclista del Uruguay por primera vez, siendo además el primer trinitario en obtenerla.
Pasa al Club Ciclista Amanecer en la temporada 1985-1986. En octubre de 1985 formó parte de la selección uruguaya que compitió en la Vuelta a Chile. Su compañero Federico Moreira obtuvo la ronda trasandina y Uruguay fue vicecampeón por equipos.
Para la Vuelta Ciclista del Uruguay de 1986, se ubicó tercero en la general. Ganó el Premio de la Regularidad y la general por equipos con el Amanecer.
El 5.º lugar en Rutas de América 1987 fue el premio para Asconeguy, quien contribuyó al título por equipos. Poco más de un mes después se erigió como vencedor por segunda vez de la Vuelta del Uruguay, manteniendo desde la séptima etapa la malla oro. Ese año 1987 lo culminó siendo el Campeón Nacional de Ruta.

### Olímpico y ganador
Participó en los Juegos Olímpicos de Seúl en 1988, estando presente en la carrera en ruta sobre 196 kilómetros junto a Alcides Etcheverry, con quien ingresaron en el pelotón de avanzada. Seguidamente ganó la Vuelta de Chile por equipos junto a Federico Moreira, Rubén Emilio Martínez y Gustavo De los Santos. En 1989 repitió el lauro por equipos en la Vuelta del Uruguay con el Amanecer y terminó cuarto en la general.
En 1990 cambió de equipo y pasó a defender al Club Punta del Este. Compitió en Rutas y Vuelta y en esta última, ganó la clasificación por equipos.
En el Tour Amarillo de Chile terminó en la 8.ª posición y 4.º en lo grupal con la celeste.
En Rutas de América de 1991 contribuye en el equipo puntaesteño a la consagración del argentino Pablo Elizalde.
Siguiendo en Punta del Este, participó del triunfo en Rutas de América 1992 de su compañero Gustavo Artacho. En la Vuelta finalizó 14.º en la general y fue desplazado por un resultado positivo en un control antidopaje.
Recompuso su carrera en la temporada 1992-1993 retornando al Amanecer. En la “Vuelta de Oro” (50.ª edición de la Vuelta del Uruguay) Asconeguy protagonizó una escapada en la segunda etapa que partió en Trinidad y tenía como final Paysandú. Junto a José Maneiro, del Belo Horizonte, y Sergio Sartore, de Nacional, sacaron al pelotón más de 6 minutos. Tomó la malla oro y posteriormente se afianzó en el liderato en la contrarreloj en Treinta y Tres (7.ª etapa), al lograr la 3.ª posición contra el crono. Las diferencias se volvieron indescontables y conservó el primer lugar hasta la meta en Montevideo. Era la tercera victoria en la ronda uruguaya.

### Los años finales
El club Nacional fue su próxima casaca para 1994. Los tricolores ganaron la general por equipos de Rutas de América y repitieron el triunfo en la Vuelta. En 1995 volvió a vestir la casaca verde, blanca y roja del Belo Horizonte con la que ganó por equipos la Vuelta del Uruguay y la Vuelta de Chile.
Durante 1997 compitió con el club Marconi y luego en el General Hornos y posteriormente en el Danubio de Flores (1999). En el año 2000 pasó al Alas Rojas de Santa Lucía y con 38 años ganó la Vuelta del Uruguay por equipos (8.ª vez).
Al impulso de un grupo de trinitarios, se comenzó a perfilar el nacimiento de un nuevo club poronguero, que llevaría su nombre: “Asconeguy Cycles Club”. Allí dio sus últimas pedaladas, siendo la Vuelta Ciclista del Uruguay de 2004 la última carrera que corrió.

### Homenajes
En su ciudad ha sido homenajeado de diversas maneras, ya que rodeando el Parque Centenario de Trinidad se encuentra un circuito para la práctica de ciclismo que lleva el nombre Circuito José Asconeguy. En 2006, fue homenajeado por la Junta Departamental de Flores con el lanzamiento de un libro sobre su trayectoria.
Luego de dejar el ciclismo activo se unió a Federico Moreira en la tarea dirigencial que lo llevó a ser vicepresidente de la Federación Ciclista Uruguaya hasta el año 2011. Posteriormente se vinculó al equipo BROU-Flores, donde corría su hijo Roderick Asconeguy.

## Su trayectoria
- 1982	Juegos Cruz del Sur (medalla de plata 4 x 100 km)
- 1983	Rutas de América (revelación)

	Rutas de América (8.º)
	Vuelta de La Plata (Argentina) (2.º)
	Vuelta Ciclista del Uruguay (8.º)
- 1984	Rutas de América (Ganador)
- 1985	Vuelta Ciclista del Uruguay (Ganador)

	Vuelta Ciclista del Uruguay (2.º por equipos)
	Vuelta de Chile (2.º por equipos)
- 1986	Vuelta Ciclista del Uruguay (3.º)

	Vuelta Ciclista del Uruguay (1.º premio regularidad)
	Vuelta Ciclista del Uruguay (Ganador por equipos)
	Juegos Odesur, Chile (4.º)
- 1987	Rutas de América (5.º)

	Rutas de América (Ganador por equipos)
	Vuelta Ciclista del Uruguay (Ganador)
	Campeonato Nacional (campeón de ruta)
- 1988	Rutas de América (Ganador por equipos)

	Vuelta del Uruguay (3.º)
	Vuelta del Uruguay (Ganador por equipos)
	Vuelta de Chile (Ganador por equipos)
- 1989	Vuelta del Uruguay (4.º)

	Vuelta del Uruguay (Ganador por equipos)
- 1991	Rutas de América (Ganador por equipos)

	Vuelta de Entre Ríos (Ganador por equipos)
- 1992	Rutas de América (Ganador por equipos)
- 1993	Vuelta del Uruguay (Ganador)

	Vuelta del Uruguay (Ganador por equipos)
- 1994	Rutas de América (Ganador por equipos)

	Vuelta del Uruguay (Ganador por equipos)
- 1995	Vuelta del Uruguay (Ganador por equipos)

	Vuelta de Chile (Ganador por equipos)
- 1997	Campeonato Nacional (medalla de bronce contrarreloj)
- 2001	Vuelta del Uruguay (Ganador por equipos)